# Niilo Mannio
Niilo Anton Mannio (Kustavi, 5 de novembro de 1884 – Helsinque, 8 de abril de 1968) foi um advogado finlandês, que serviu como ministro dos assuntos sociais no governo de Oskari Mantere.
Mannio foi um dos principais responsáveis pelo desenvolvimento da legislação trabalhista e de política social, sendo também fundador de estruturas administrativas na área.